# Rue Fabry
La rue Fabry est une artère du quartier des Guillemins à Liège en Belgique.

## Histoire
La création de la gare des Guillemins en 1842 permet au quartier de se développer par le percement de nouvelles voiries. La rue Fabry est ouverte en 1857. Elle relie la place Sainte-Véronique et à la place de Bronckart.

## Odonymie
La rue rend hommage à Jacques-Joseph Fabry (1722-1798), bourgmestre de Liège pendant la période révolutionnaire de 1789 à 1791.

## Description
Cette artère plate et rectiligne est une section d'une longue ligne droite (1 210 m) reliant la rue saint-Gilles à la rue des Guillemins en passant par la rue Louvrex, la place Sainte-Véronique, la place de Bronckart et la rue Dartois.

## Patrimoine
La rue compte de nombreuses maisons de maître de styles néo-classique et éclectique, construites pour la plupart pendant la seconde moitié du XIXe siècle.
Le bâtiment sis au no 44 de la rue, à l'angle de la place de Bronckart, est classé au Patrimoine immobilier de la Région wallonne.

## Rues adjacentes
- Place Sainte-Véronique
- Rue Sainte-Véronique
- Rue Hemricourt
- Rue de Sélys
- Place de Bronckart